# Éric Lalouette
Pour les articles homonymes, voir Lalouette.
Éric Lalouette (né le 5 décembre 1951 à Abbeville) est un coureur cycliste français, professionnel en 1976 et 1977. Son fils, Kévin Lalouette, a également été cycliste professionnel entre 2011 et 2013 au sein de l'équipe continentale Roubaix Lille Métropole.

## Biographie
Il est sociétaire au club cycliste local du La Hutte-Gitane. 
Licencié initialement à l’Étoile scolaire d'Abbeville, Éric Lalouette, athlète d'un mètre 75 et de 75 kilos, engrange 71 victoires avant de devenir, en juillet 1970 à Plumelec, champion de France sur route amateur, catégorie des juniors.

## Palmarès
- Amateur
  - 1970-1975 : 63 victoires[3]

- 1969
  - Ronde de l'Oise

- 1971
  - Une étape des Trois Jours de Lumbres

- 1972
  - 2e du Grand Prix des Flandres françaises
  - 3e de Paris-Troyes

- 1973
  - Circuit de la Vallée de l'Aa
  - 5e étape du Tour de l'Yonne
  - 3e du Tour de l'Yonne
  - 3e du Grand Prix des Flandres françaises

- 1974
  - Champion de Picardie[3]
  - Poly Nordiste
  - 2e de Paris-Ézy

- 1975
  - Grand Prix de Nogent-sur-Oise
  - 7e étape du Tour d'Italie amateurs[3]
  - 2e du Grand Prix de Lillers
  - 2e de Paris-Rouen
  -  Médaillé d'argent de l'épreuve en ligne aux Jeux méditerranéens
  - 3e du Prix Albert-Gagnet
  - 10e du championnat du monde sur route amateurs

- 1978
  - Grand Prix de Nogent-sur-Oise

## Résultats sur les grands tours

### Tour de France
1 participation
- 1976 : 85e